# Condenseur optique
Pour les articles homonymes, voir condenseur.

Condenseur de projecteur de diapositives.

Un condenseur est un système optique comportant plusieurs lentilles, de grande ouverture (et donc de qualité optique médiocre) permettant de concentrer un faisceau de lumière large dans un plan ne gênant pas l'observation, complété d'un diaphragme qui en définira l'intensité. On dit aussi condensateur.
Ainsi, dans un microscope optique, la focalisation de l'image de la source de lumière dans le plan de l'objet observé viendrait se superposer à celle du dit objet, nuisant à sa qualité. Le condenseur permet de focaliser le faisceau fourni par l'illuminateur, lui-même constitué en général d'une source lumineuse, d'un verre dépoli, d'une lentille et d'un diaphragme. L'image de la source se forme ainsi dans un plan situé en avant de l'objet étudié. L'effet résultant est une plage de lumière régulière, homogène, sans défaut, réglable en quantité, dans le plan de l'objet placé entre deux lames de verre (Biologie), ou son équivalent dans le cas d'objet poli et réfléchissant (Industrie), n'en troublant pas l'analyse visuelle.
Dans les microscopes anciens ou de facture simplifiée, la source de lumière est le Soleil, situé à l'infini et le rôle de condenseur joué par un miroir plan orientable. Dans le cas du recours à une source de lumière plus proche, le miroir est concave pour détruire partiellement les détails de l'image de la source.
Le condenseur, qui pallie certains inconvénients de ce mode d'éclairage de l'objet, est imaginé par Ernst Abbe. C'est en 1893 qu'August Köhler met au point l'illuminateur, qui vient le compléter.